# CIS 40 AGL
Le CIS 40 AGL est un lance-grenades automatique de 40 mm, fonctionnant par emprunt de gaz, refroidi par air et alimenté par bande de munitions, conçu par la firme Chartered Industries of Singapore (CIS), maintenant connue sous le nom de Singapore Technologies Kinetics, ou plus simplement ST Kinetics.
Il est principalement employé par les forces armées de Singapour, au sein desquelles on en voit parfois quelques exemplaires montés sur les Spider LSV's, ainsi que par les Polices et forces de sécurité d'autres pays.

## Utilisateurs
- Singapour : Forces armées de Singapour.
- Indonésie : fabriqué sous licence par la firme PT Pindad sous le nom de « Pindad SPG-3 », en 1994[2].
- Géorgie : utilisé sur les véhicules de transport blindés Nurol Ejder et Otokar Cobra[3].
- Mexique : Infanterie Navale mexicaine.
- Maroc
- Pérou
- Philippines : corps des Marines des Philippines[4].
- Sri Lanka
- Thaïlande
- Uruguay

## Conflits
- Opérations anti-guérilla aux Philippines